# Keep the Faith
Bon Jovi ötödik albuma, a Keep the Faith (magyarul: "Őrizd a hitet") 1992 novemberében jelent meg. A New Jersey után a zenekar tagjai különböző dolgokkal kezdtek foglalkozni. Jon megírta a Blaze Of Glory című dalt a Vadnyugat fiai II című filmhez, s ezzel óriási sikert ért el. Richie elkészítette szólóalbumát, a Stranger in This Townt és David is kiadta a klasszikus zongoradarabokat tartalmazó albumát. Ezek nyomán azt kezdték híresztelni, hogy a zenekar a feloszlás határán van.
Az albumon szakítottak a korábbi metalos hangzással, ehelyett inkább egy soft-rockos lemezt készítettek. A vad dob- és gitárszólók helyett leginkább zongoraközpontú balladák és hosszú, nagyobb lélegzetű gitárszólók szerepeltek (a Dry County szólója 2 percnél is hosszabb).
A Keep the Faith az európai, a brit és ausztrál listák élére is felkerült. 1993-ban ez volt a Kanadában és Európában legnagyobb számban eladott album. Világszerte több mint 10 millió példányban kelt el, így ugyanakkor ez a Bon Jovi negyedik legsikeresebb albuma.

## Az album számai
1. "I Believe" – 5:50
2. "Keep the Faith" – 5:48
3. "I'll Sleep When I'm Dead" – 4:44
4. "In These Arms" – 5:19
5. "Bed of Roses" – 6:36
6. "If I Was Your Mother" – 4:27
7. "Dry County" – 9:52
8. "Woman in Love" – 3:48
9. "Fear" – 3:06
10. "I Want You" – 5:36
11. "Blame It on the Love of Rock and Roll" – 4:24
12. "Little Bit of Soul" – 5:47
13. "Save a Prayer" – 5:57 *
14. "Starting All Over Again" – 3:44 *

[*] Csak néhány nemzetközi kiadáson szerepelnek.

## Listás helyezések
| Ország             | Helyezés |
| ------------------ | -------- |
| Ausztrália         | #1       |
| Európa             | #1       |
| CNN Worldbeat      | #1       |
| Finnország         | #1       |
| Egyesült Királyság | #1       |
| Németország        | #2       |
| Ausztria           | #2       |
| Hollandia          | #3       |
| Magyarország       | #3       |
| Csehország         | #3       |
| Japán              | #3       |
| Svédország         | #3       |
| Svájc              | #3       |
| Egyesült Államok   | #5       |
| Norvégia           | #7       |
| Új-Zéland          | #15      |
| Olaszország        | #16      |

## Arany- és platinalemez-minősítések
| Ország             | Minősítés  |
| ------------------ | ---------- |
| Kanada             | 5x platina |
| Ausztrália         | 3x platina |
| Svájc              | 3x platina |
| Korea              | 3x platina |
| Egyesült Államok   | 3x platina |
| Spanyolország      | 2x platina |
| Ausztria           | 2x platina |
| Egyesült Királyság | Platina    |
| Németország        | Platina    |
| Japán              | Platina    |
| Svédország         | Platina    |
| Olaszország        | Platina    |
| Finnország         | Platina    |
| Mexikó             | Platina    |
| Szingapúr          | Platina    |
| Tajvan             | Platina    |
| Dánia              | Arany      |
| Hollandia          | Arany      |
| Belgium            | Arany      |
| Norvégia           | Arany      |
| Fülöp-szigetek     | Arany      |
| Malajzia           | Arany      |

## Év végi helyezések
- Európa: #1
- Egyesült Királyság: #24
- Ausztrália: #10
- Kanada: #1
- Németország: #2
- Egyesült Államok: #49
- Ausztria: #3
- Svájc: #1

## Kislemezek
- 1992. október: Keep The Faith (#5 (Egyesült Királyság); #29 (Egyesült Államok))
- 1993. január: Bed of Roses (#10 (Egyesült Királyság); #13 (Egyesült Államok))
- 1993. május: In These Arms (#9 (Egyesült Királyság); #27 (Egyesült Államok))
- 1993. július: I'll Sleep When I'm Dead (#17 (Egyesült Királyság); #97 (Egyesült Államok))
- 1993. szeptember: I Believe (#11 (Egyesült Királyság))
- 1994. március: Dry County (#9 (Egyesült Királyság))

## Érdekességek
- Az új CD-kiadások brit csomagolásain a "Blame It on the Love of Rock and Roll" helyett "Blame in on the Love of Rock and Roll" olvasható. Ez az elírás más kiadásokon már nem található meg.

## Közreműködők
- Jon Bon Jovi – ének, gitár, zongora, ütőhangszerek
- Richie Sambora – gitár, vokál
- David Bryan – billentyűs hangszerek, vokál
- Tico Torres – dob, ütőhangszerek
- Alec John Such – basszusgitár